# Рытец
Ры́тец (бел. Ры́цец) — деревня в Брестском районе Брестской области Белоруссии, в 76 км к югу от Бреста. Входит в состав Томашовского сельсовета.
В составе ОАО «Комаровка» (центр — аг. Томашовка).

## География
Расположен в 76 км к югу от Бреста, в 7 км от железнодорожной станции Влодава в Томашовке.

### Гидрография
Расположены водоёмы.

## История
В XIX веке — хутор в Брестском уезде Гродненской губернии. Входил в состав фольварка Орхово. В 1870 году относился к Орховской сельской общине.
В 1897 году — хутор Приборовской волости того же уезда, 3 двора.
В 1905 году хутор и деревня в Приборовской области Брестского повета Гродненской губернии.
В 1918 году был в составе Украинской Державы.
После Рижского мирного договора 1921 года — в составе Польской Республики, в Приборовской гмине Брестского повета Полесского воеводства.
С 1939 года — в составе БССР.
В Великой Отечественной войне погибло 5 жителей деревни.

## Население

### Динамика
- 1897 — 3 двора, 31 житель
- 1905 — 32 жителя
- 2005 — 4 жителя
- 2019 — 11 хозяйств, 17 жителей
- 2024 — 3 жителя

## Топонимика
Улица Партизанская.